# Potamogalinae
Sous-famille
Les Potamogalinae sont une sous-famille de mammifères de la famille des Tenrecidae.
La place des Potamogales est très discutée et ils apparaissent tantôt comme une sous-famille, tantôt une famille d'insectivores, tantôt comme un ordre de mammifères[réf. souhaitée].

## Liste des genres
Selon ITIS :
- genre Micropotamogale Heim de Balsac, 1954 - les Micropotamogales[2]
- genre Potamogale Du Chaillu, 1860 - le Potamogale[2]